# Notte dei deltaplani
La Notte dei deltaplani fu un attacco militare suicida del Fronte Popolare per la Liberazione della Palestina - Comando Generale (FPLP-CG), compiuta nella notte del 25 novembre 1987.

## I fatti
Durante la notte, un miliziano del citato gruppo politico-militare, atterrato all'interno di un campo militare israeliano presso Kiryat Shmona con un deltaplano a motore (probabilmente fornito dalla Libia), riuscì a uccidere sei soldati nemici prima di essere anch'esso colpito a morte.
Tale azione è ritenuta la risposta all'imboscata di Gaza del 1º ottobre 1987, quando i militari israeliani uccisero sette uomini ritenuti membri del gruppo terrorista Jihad Islamica Palestinese, e contribuì alla nascita della “Prima Intifada” del popolo palestinese contro il dominio israeliano.